# Monastère de Debre Damo
Pour les articles homonymes, voir Damo.
Le monastère de Debre Damo (ou mieux Däbrä Dammo) est un monastère éthiopien orthodoxe situé dans la province de Tigré, à environ 90 km au nord-est d'Aksoum, non loin de la ville d'Enticho.
Établi sur une plate-forme montagneuse (amba), il est accessible uniquement à l'aide de cordes en cuir d'une longueur de quinze mètres qui permet d'escalader une paroi rocheuse, et son accès est interdit aux femmes. Il compte plus de 600 moines.
Tous les ans au 24 octobre, un pélérinage y attire des milliers de fidèles.

## Histoire

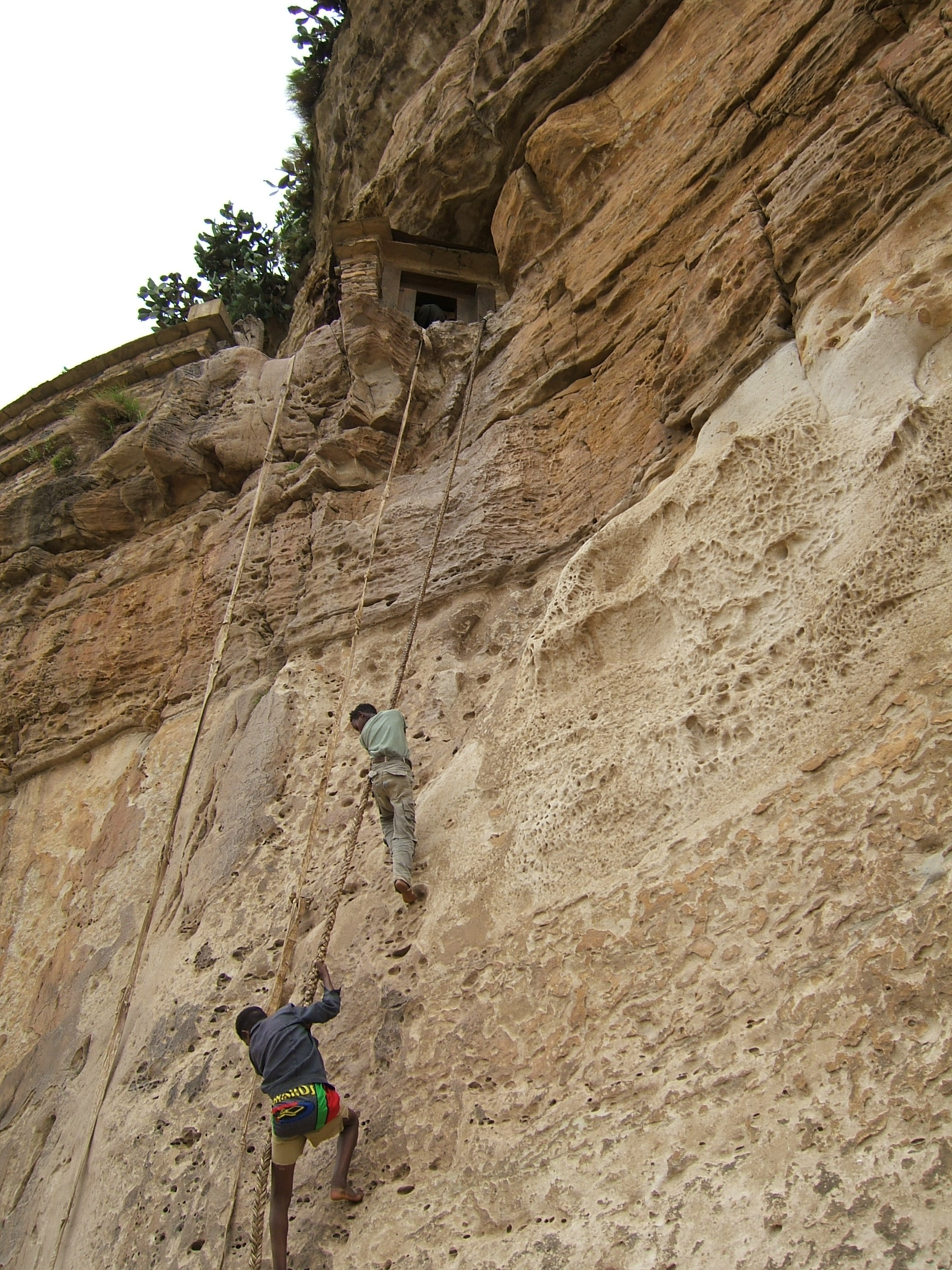
Accès au monastère de Debré Damo.

Selon la tradition, le monastère fut fondé au VIe siècle par Za-Mikael Aragewi, l'un des Neuf Saints qui vinrent de l'Empire byzantin pour diffuser le christianisme dans le Royaume d'Aksoum. Za-Mikael était le chef du groupe (Aragewi signifiant « l'Ancien »). Il reçut pour sa fondation l'appui du roi d'Aksoum Gabra Masqal, qui fit construire une rampe pour installer le monastère en hauteur, après quoi cette rampe fut détruite (le nom Däbrä Damo viendrait de « dahmemo », « démolis-la »). C'est le plus ancien monastère d'Éthiopie, et son église aurait été la seconde construite dans le pays après la cathédrale d'Aksoum.
L'établissement aurait été détruit au Xe siècle par la reine juive Yodit (Judith), qui mit fin au Royaume d'Aksoum. Mais il fut restauré ensuite, et passe pour avoir été le principal centre monastique du pays jusqu'au XIIIe siècle. À cette époque, son supérieur Abba Yohanni fut le maître de deux des figures majeures de l'histoire du monachisme éthiopien : Iyasus Moa et Takla Haymanot, qui fondèrent de grands centres monastiques plus au sud, le premier le monastère de Däbrä Estifanos du lac Hayq, dans la province de Wello, et le second le monastère de Däbrä Libanos, dans la province de Shewa.
Sous le règne d'Amda Seyon Ier (1314-1344), le monastère fut impliqué dans les controverses politico-religieuse de l'époque, devenant un centre des partisans d'Ewostatewos contre l'autre grand courant du monachisme, celui de Takla Haymanot. Au XVIe siècle (d'après ce qu'on comprend du récit de Miguel de Castanhoso, l'historien de l'expédition de Christophe de Gama en Éthiopie), le musulman Ahmed Gragne assiégea en vain pendant un an le monastère où était réfugiée la reine Sabla-Ouangel, veuve du roi Lebna-Dengel, qui y était lui-même mort (1540/41). Mais en septembre 1557, le Turc Özdemir Pacha incendia l'église et massacra les moines.
Antonio Mordini, responsable du Service ethnographique colonial italien, en poste en 1936-1941, a fréquenté le monastère, et publié des relevés (Archeologia 97, 1959, pp.n 1-58 avec planches). 
La plupart des manuscrits et trésors subsistants auraient disparu dans un incendie en 1998.

## Destruction de 2021
En février 2021, dans le contexte de la guerre du Tigré, il est victime d'une attaque par des troupes érythréennes. 
Une deuxième tentative de pillage aurait été stoppée par les moines.